# Prisloppass
Der Prisloppass (rumänisch Pasul Prislop) ist ein Gebirgspass in den rumänischen Ostkarpaten nahe an der Grenze zur Ukraine, auf einer Höhe von 1416 m.
Wegen des nahe gelegenen, 1611 Meter hohen Berges Stiol des Rodnaer Gebirges (Munții Rodnei) wird der Prislop-Pass auch Stiol-Pass genannt.

## Lage und Umgebung

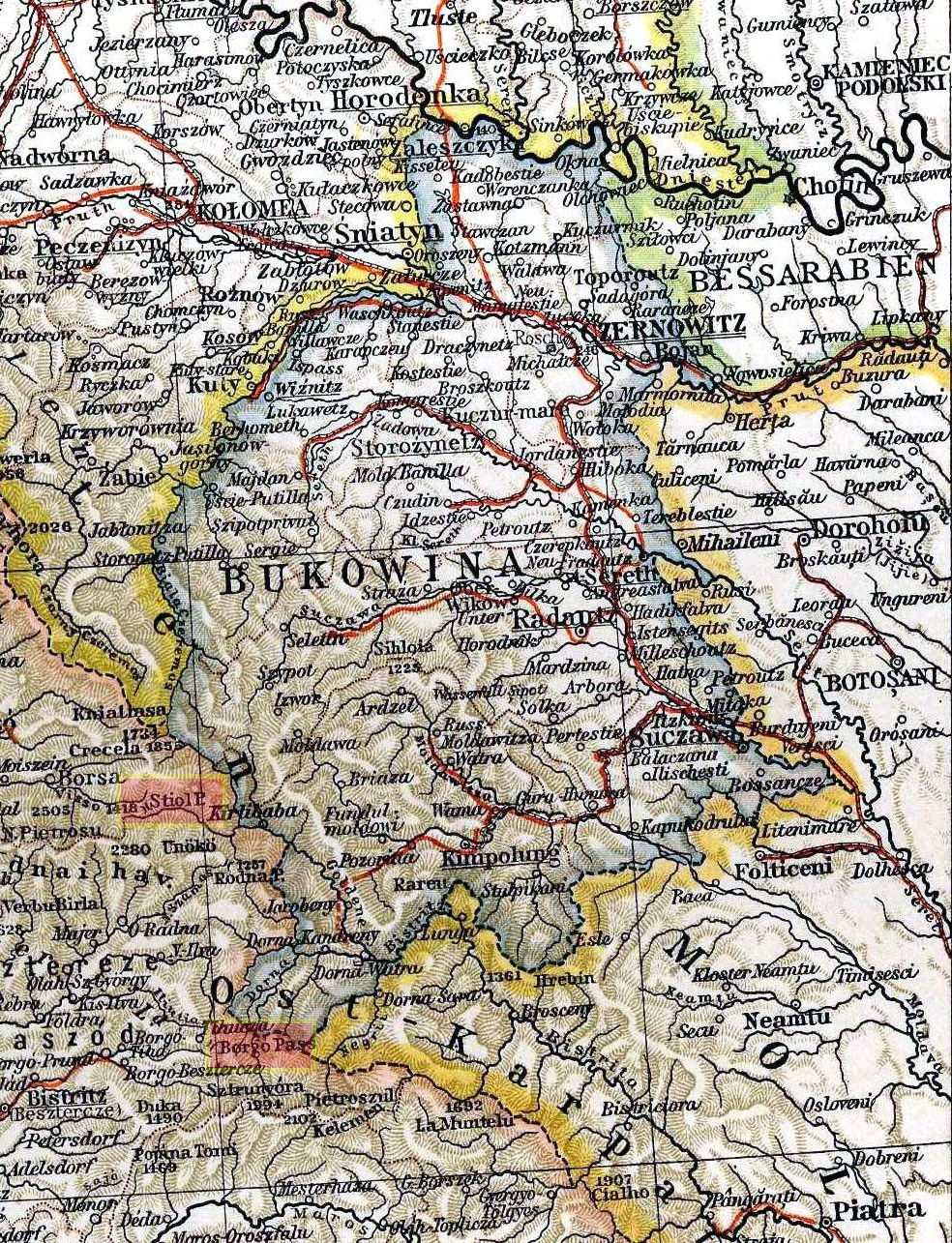
Stiol-Pass (oben) und Borgo-Pass (unten) in einer Karte von 1901. Spätere Hervorhebung der beiden Pässe in roter Farbe

Im Norden Rumäniens grenzt der etwa 50 Kilometer lange Pass das Rodna-Gebirge im Norden von dem Maramureș-Gebirge (Munții Maramureșului) im Süden ab. Der Prislop-Pass verbindet die Kleinstadt Borșa im Kreis Maramureș mit der 53 Kilometer südöstlich gelegenen Gemeinde Cârlibaba im Kreis Suceava in der historischen Region Bukowina. Der Gebirgspass ist Teil der 221 Kilometer langen Nationalstraße Drum național 18, die von Baia Mare über Sighetu Marmației, Vișeu de Sus (Oberwischau) über Borșa nach Iacobeni – eine Gemeinde im Kreis Suceava – verläuft.
Ab Borșa verläuft der Prislop-Pass entlang dem Oberlauf des Vișeu und ab höchster Stelle auf dem sogenannten Munți Prislop, der gleichzeitig die Wasserscheide zwischen Theiß und Sereth bildet, entlang der Bistrița in südöstliche Richtung.
An höchster Stelle des Prislop-Passes, nahe der Fahrbahn, befinden sich ein Kloster, ein Heldenfriedhof und ein Denkmal zu Ehren der im Ersten Weltkrieg hier gefallenen Soldaten. Wegen der religiösen Zugehörigkeit des Klosters Sfânta Treime und Schimbarea la Față, mit dessen Bau 1999 begonnen wurde, werden immer wieder Streitigkeiten zwischen der orthodoxen und der griechisch-katholischen Kirche geführt.

## Verkehrslage
Die Nordwestseite des Passes ist relativ steil, dafür zieht sich aber die Südostverbindung über eine längere Strecke auf sanften Hügeln. Im Herbst 2013 war der Straßenbelag in schlechtem Zustand, dies sollte bis 2014 behoben sein. Der Termin konnte wohl nicht gehalten werden. Im Oktober 2015 war der Prisloppass in schlechtem Zustand. Im September 2021 war die Passstraße frisch asphaltiert und somit sehr gut zu befahren.
In den Wintermonaten ist die Passstraße des Öfteren von größeren Schneemassen verweht, sodass der Verkehr stark behindert wird.

## Tourismus
Im Winter ist der Pass gesperrt und mit einer dicken Schneeschicht bedeckt. Im Sommer dagegen ist er ein beliebtes Ausflugsziel zahlreicher Touristen auf ihrer Reise durch die Karpaten. Der Panoramablick erstreckt sich von den Gipfeln des Rodna-Gebirges mit den Bergen Ineu und Pietros bis zum Oberlauf des Flusses Bistrița. Seit 1968 findet hier das Volksfest Hora de la Prislop statt.